# Pac-Man
Pac-Man (яп. パック マン Пакку-ман) — відеогра, яка вперше вийшла в 1980 році в Японії. Її випуск змінив всю індустрію відеоігор свого часу і вплинув на різні сфери культури. До виходу Pac-Man більшість американських ігор були космічними шутерами, такими як Space Invaders або Defender, Pac-Man же пропонував зовсім новий стиль гри, яка не передбачає насильства. Тому гра позиціонувалася як орієнтована і для хлопчиків, і для дівчаток.
За грою був знятий серіал і випущений музичний альбом «Pac-Man Fever», що включав треки з назвами популярних на той час ігор. Головний герой, Пекмен, з'являється більш ніж в 30 офіційно ліцензованих іграх і продовженнях, а також у незліченних неофіційних клонах та підробках.

## Ігровий процес

### Основи
Pac-Man [Пе́кмен] у цій грі — кругла жовта істота з ротом. Завдання гравця — керуючи Пекменом зібрати всі білі крапки на рівні, уникаючи зіткнень з привидами. Рівень закінчується, коли з'їдені всі крапки, після чого починається наступний, складніший. Привиди на початку рівня перебувають у центрі екрану в невеликій кімнаті, звідки вони виходять по одному, а один привид починає рівень поза кімнатою. Кожен привид має індивідуальні характеристики. Якщо Пекмен з'їсть велику білу крапку — «енерджайзер» (англ. Energizer), то на кілька секунд привиди стають вразливими і самі уникають зустрічі з Пекменом (час, протягом якого це відбувається, скорочується зі зростанням рівня, і починаючи з певного моменту, єдиним ефектом енерджайзера є зміна напрямку руху привидом). З'їдені в такій ситуації привиди не зникають, а повертаються до центру екрана, а гравцеві нараховуються додаткові очки. Якщо зайти в коридор, який веде праворуч або ліворуч за межі екрану, то Пекмен вийде з протилежного боку (це можуть зробити і привиди, однак, перед заходом у коридор вони сповільнюються, Пекмен натомість зберігає швидкість). Також на рівні можуть з'являтися різні бонуси — фрукти, з'ївши які персонаж отримує додаткові очки.

### Персонажі
- Пе́кмен (англ. Pac-Man) — протагоніст. Початкова назва «Puckman» походить від японського звуконаслідування 'паку-паку' (плямкання).
- Блі́нкі (англ. Blinky) — червоний привид. Оригінальна японська назва «Оікаке» (яп. 追いかけ, «Переслідувач»). У режимі переслідування використовує як ціль точку, в якій знаходиться Пекмен.
- Пі́нкі (англ. Pinky) — рожевий привид. Оригінальна японська назва «Матібусе» (яп. 待ち伏せ, «Той, хто сидить у засідці»). Як ціль використовує точку, яка знаходиться на 4 клітинки у напрямку руху Пекмена (крім випадку руху вгору, коли як ціль використовується клітка 4 вгору-4 вліво від Пекмена). Передбачається, що разом з Blinky така поведінка має блокувати Пекмена (оскільки Блінкі переслідує ззаду, а Пінкі прагне опинитися перед Пекменом).
- І́нкі (англ. Inky) — блакитний привид. Оригінальна японська назва «Кімагуре» (яп. 気まぐれ, «Вередливий»). Використовує найскладніший алгоритм переслідування: мета для руху — це точка, координатами якої є один з кінців відрізка, іншим кінцем якого є Блінкі, а центром — точка на 2 клітинки перед Пекменом. Отриману точку дуже важко передбачити, так що Inky вважається найнебезпечнішим привидом.
- Кла́йд (англ. Clyde) — помаранчевий привид. Оригінальна японська назва «Отобоке» (яп. お 惚け, «Той, хто вдає дурня»). Якщо Клайд знаходиться далі 9-и клітинок від Пекмена, то він використовує як мету Пекмена (поводиться, як Блінкі), якщо ж Пекмен ближче 9-ти клітинок, то Клайд змінює мету на точку «нижче» правого нижнього кута лабіринту.

Всі чотири привиди можуть бути в трьох режимах: переслідування, блукання і переляку. У режимі переслідування привиди діють згідно зі своїми «характерами», в режимі блукання прямують до недосяжних точок у кутах екранів (кожний привид у свій кут), в режимі переляку (включається після з'їдання енерджайзера Пекменом) рухаються в псевдовипадковому режимі. Додатково, привиди не можуть повертати в середині шляху (тільки на розгалуженнях або в кутах, винятком є момент зміни режиму).
Швидкість руху привидів трохи нижча швидкості Пекмена (в рідкісних випадках Блінкі досягає швидкості, що перевищує швидкість Пекмена), крім того, Пекмен може рухатися на поворотах істотно швидше привидів. Однак у процесі поїдання точок загальна швидкість руху падає нижче швидкості руху переслідувачів.

## 256-й рівень
Згідно з початковою задумкою, гра була нескінченною: після 255 рівня герой повертався на перший (але привиди продовжували поводити себе як на вищих рівнях). Однак, через помилки переповнення пам'яті 256-й рівень наполовину складався з випадкових символів «дощиків» і не міг бути пройдений (позаяк кількість точок на екрані була меншою за необхідну для завершення). Після з'їдання усіх точок персонаж залишався один на один у порожньому лабіринті з привидами, виходу з рівня не було. Цей рівень одержав назву «Сліпий сектор» (або «Останній рівень»). Тепер його можна пройти за допомогою спеціальної програми, яка прибирає перевантаженість в коді гри, і виправляє кількість точок, а також сам екран, який стає нормальним, завдяки чому є змога спокійно пройти на 257-й рівень і рухатись далі.

## Розробка
Гра була розроблена в основному працівником компанії Namco Тору Іватані протягом вісімнадцяти місяців. В оригіналі вона називалася pakku-man (яп. パックマン). Ця назва походить від японського описового вислову «паку-паку таберу» (яп. パクパク 食べる, кириліз.: «їсти, відкушувати, багаторазово широко розкриваючи рот та закриваючи його», їсти, плямкаючи). Часто згадується, що до Іватани прийшло натхнення від шматочка піци. В інтерв'ю 1986 року він зазначив, що це було наполовину правдою: Іватані округлив ієрогліф куті (яп. 口 «рот») як символ поїдання і надав йому подоби рота.
Іватані спробував зробити гру цікавою для більш широких верств населення, крім звичайних підлітків, тому він додав в гру елемент лабіринту. В результаті гра отримала назву PUCK MAN. Коли гра з'явилася в Японії в 1979, вона отримала байдужі відгуки, оскільки ігри на зразок Space Invaders або Defender були набагато популярніші.
Однак у наступному році за гру взялася компанія Midway з США. Гра стала називатися Pac-Man через те, що назва PUCK MAN було занадто близько до лайки (англ. FUCK), і вандали могли легко його змінити, що погубило б гру на корені. Проте в Європі можна знайти як автомати Pac-Man, так і PUCK MAN.
Американська публіка добре зустріла гру, яка дала альтернативу Space Invaders, що виразилося в безпрецедентній популярності і доході, котрі перевершили успіх свого попередника. Навіть Іватани був здивований продажами в США. Гра незабаром стала загальносвітовим явищем у відеоіндустрії, були випущені численні продовження, стиль гри часто копіювався, але ніхто з клонів не міг перевершити оригінал.
Коли Midway випустила Pac-Man в США, компанія також змінила дизайн ігрових автоматів. Стиль Namco був дорожчий і менше підходив американському ринку. Автомат PUCK MAN був пофарбований у білий колір, на ньому були різнокольорові малюнки. Pac-Man був пофарбований у жовтий колір, малюнки були простими і легко впізнаваними.
У грі метою було пройти всі 255 рівнів, набравши якомога більший рахунок. Максимальну кількість очок було зареєстровано 3 липня 1999 в Голлівуді: гравець Біллі Мітчел набрав 3 333 360 очок. Для цього йому знадобилося 6 годин. Він зібрав усі точки, всі енерджайзери, всі фрукти, з'їв всіх привидів на всіх 255 рівнях.
Виробники відеоігор були вражені успіхом цієї відеогри. Її популярність перевищила рейтинг Asteroids, аркади з гігантськими на свій час продажами. Автомати Pac-Man розійшлися в кількості 350 000 екземплярів. Гра була настільки популярна, що на її основі народилося безліч підробок на початку 80-х.
Унікальний ігровий дизайн змусив виробників ігор переглянути тему нескінченних інопланетних навал, присутню майже в кожній відеогрі того часу. Введений в Pac-Man елемент гумору дозволив грі відповідати інтересам більш широких верств населення. Інтерес підлітків до Pac-Man перевищив інтерес до всіх тодішніх шутерів. Багато популярних відеоігор 80-х в тій чи іншій мірі зобов'язані своїм існуванням Pac-Man: Q * Bert, Donkey Kong, Frogger.
Сайт The Killer List of Videogames вважає Pac-Man грою № 1 всіх часів у списку 10 найпопулярніших відеоігор.